# Marvel Entertainment
Marvel Entertainment, LLC (precedentemente nota come Marvel Enterprises (1998-2005) e Toy Biz, Inc.) è stata un'azienda statunitense specializzata nell'intrattenimento, nata nel giugno 1998 dalla fusione di Marvel Entertainment Group, Inc. e ToyBiz. L'azienda è una sussidiaria di The Walt Disney Company ed è nota principalmente per le sue divisioni Marvel Comics e, precedentemente, Marvel Television e Marvel Animation, ora parte dei Marvel Studios.
Marvel Studios, nata come divisione di Marvel Entertainment e nota per il Marvel Cinematic Universe, è stata dal 2015 fino alla sua chiusura una sussidiaria di The Walt Disney Studios.
Il 29 marzo 2023, Marvel Entertainment, a seguito del licenziamento del presidente Isaac Perlmutter, è passata sotto il controllo delle divisioni principali di Disney.

## Unità

### Divisioni
- Marvel Toys (precedentemente nota come Toy Biz)
- Marvel Custom Solutions

### Sussidiarie
- Asgard Productions LLC (Delaware)
- Cover Concepts, Inc.
- Green Guy Toons LLC (Delaware)
- Marvel Entertainment International Limited (Regno Unito)
- Marvel Film Productions LLC (Delaware)
- Marvel Internet Productions LLC (Delaware)
- Marvel Animation Studios
- Marvel Toys Limited (Hong Kong)
- Marvel Worldwide, Inc. editrice di Marvel Comics
- MRV, Inc. (Delaware)
- MVL International C.V. (Paesi Bassi)
- MVL Film Finance LLC:
- MVL Iron Works Productions Canada, Inc. (Ontario)
- MVL Incredible Productions Canada, Inc. (Ontario)
- Squad Productions LLC (Delaware)

#### Società dedicate alle proprietà intellettuali
- Iron Works Productions LLC: diritti cinematografici
- Incredible Productions LLC (Delaware): diritti cinematografici
- Marvel Characters, Inc.: diritti generali di tutti i personaggi Marvel Comics
  - MVL Rights, LLC: sussidiaria che si occupa dei diritti cinematografici di tutti i personaggi Marvel Comics
- Marvel Characters B.V. (Paesi Bassi)
- Marvel International Character Holdings LLC (Delaware)
- Marvel Property, Inc. (Delaware) (precedentemente nota come Marvel Entertainment Group, Inc).
- MVL Development LLC (Delaware)

### Divisioni precedenti
- Marvel Merchandising department/Heroes World Distribution Co. (1970-1975/1994-1996)
- Malibu Comics (1994–1997)
- Marvel Books
- Marvel Comics Ltd. (1972–1995) (Regno Unito)
- Marvel Films (1993-1996)/Marvel Studios, LLC (1996-2015): dal 2015 sotto il controllo di The Walt Disney Studios
  - Marvel Films Animation (1994–1997)
- Marvel Television (2010-2019): produzioni televisive, chiusa nel 2019 dopo essere stata inglobata nei Marvel Studios
  - Marvel Animation, Inc. (2010-2019): produzioni d'animazione, dal 2019 sotto il controllo dei Marvel Studios
- Marvel Mania Restaurant (Marvel Restaurant Venture Corp.)
- Marvel Enterprise
  - Marvel Interactive
    - Online Entertainment (Marvel Zone)
    - Software Publishing

  - Fleer Corporation
    - Panini Group

  - SkyBox International
- Marvel Music Groups (1981-1989)
- Marvel Productions (1981-1989)
- Mighty Marvel Music Corporation (1981-1989)
- MLG Productions (2006-2011): divisione creata da Marvel e Lionsgate per i Marvel Animated Features
- Spider-Man Merchandising, L.P. (? -2011): joint venture tra Marvel e Sony Pictures Consumer Products Inc. detentrice dei diritti dei prodotti in licenza collegati ai film di Spider-Man
- Welsh Publishing

## Prodotti

### Serie TV

#### Live-action
- Blade - La serie (Blade: The Series) (2006)

#### Animazione
- Spider-Man: The New Animated Series (2003)
- The Spectacular Spider-Man (2008-2009)
- Marvel Anime - progetto di 4 serie anime (2010-2012)
- Disk Wars: Avengers (2014-2015)
- Marvel Future Avengers (2017-2018)

### Film
- Daredevil, regia di Mark Steven Johnson (2003)
- Hulk, regia di Ang Lee (2003)
- The Punisher, regia di Jonathan Hensleigh (2004)
- Elektra, regia di Rob Bowman (2005)
- Man-Thing - La natura del terrore (Man-Thing), regia di Brett Leonard (2005)
- I Fantastici 4 (Fantastic Four), regia di Tim Story (2005)
- Ghost Rider, regia di Mark Steven Johnson (2007)
- I Fantastici 4 e Silver Surfer (Fantastic Four: Rise of the Silver Surfer), regia di Tim Story (2007)
- Punisher - Zona di guerra (Punisher: Wars Zone), regia di Lexi Alexander (2008)
- Ghost Rider - Spirito di vendetta (Ghost Rider: Spirit of Vengeance), regia di Mark Neveldine e Brian Taylor (2012)
- The Amazing Spider-Man, regia di Marc Webb (2012)
- The Amazing Spider-Man 2 - Il potere di Electro (The Amazing Spider-Man 2), regia di Marc Webb (2014)
- Fantastic 4 - I Fantastici Quattro (Fantastic Four), regia di Josh Trank (2015)
- Venom, regia di Ruben Fleischer (2018)
- Venom - La furia di Carnage (Venom: Let There Be Carnage), regia di Andy Serkis (2021)
- Morbius, regia di Daniel Espinosa (2022)

#### Animazione
- Spider-Man - Un nuovo universo (Spider-Man: Into the Spider-Verse), regia di Bob Persichetti, Peter Ramsey e Rodney Rothman (2018)
- Spider-Man - Across the Spider-Verse, regia di Joaquim Dos Santos, Kemp Powers, Justin K. Thompson (2023

#### Saghe cinematografiche
- Trilogia di Blade (1998-2004)
- X-Men (serie cinematografica) - 13 film; 2 di Deadpool e 1 dei Nuovi Mutanti (2000-2020)
- Trilogia di Spider-Man, regia di Sam Raimi (2002-2007)